# Aqua (eau minérale)
Pour les articles homonymes, voir Aqua.
Aqua est une marque asiatique d'eau minérale en bouteille produite depuis 1973 par PT Aqua Golden Mississippi Tbk, filiale locale de Danone en Indonésie. L'eau Aqua est aussi vendue en Malaisie, à Singapour, et au Brunei. C'est l'eau la plus consommée en Indonésie, ainsi que l'une des marques les plus connues en Indonésie, où elle est souvent utilisée pour désigner l'eau potable.
Aqua a été fondée par Tirto Utomo (1930-1994), originaire de Wonosobo, qui avait auparavant travaillé pour les compagnies pétrolières Pertamina puis Petronas. Il y a actuellement 14 usines d'embouteillage produisant l'eau Aqua, appartement à trois entités distinctes (trois usines appartenant à PT Tirta Investama, dix usines appartenant à PT Aqua Golden Mississippi et une usine à Berastagi, appartenant à PT Tirta Sibayakindo). C'est à la suite de son rachat en 1998, qu'Aqua a été intégrée à la division eau minérale du groupe multinational d'origine française Danone.
Dans les années 2020, les bouteilles plastiques Aqua, le format Aqua cup en première ligne, sont accusées d'être la source de pollution plastique la plus importante en Indonésie, le pays étant lui même le deuxième plus gros contributeur mondial de pollution plastique dans les océans.

## Histoire
Aqua est aujourd'hui le leader du marché des eaux minérales naturelles en Indonésie. Cette position est due au fait qu'Aqua a été le premier acteur sur ce marché en Indonésie et qu'elle s'est toujours appuyée sur un marketing agressif. Cette méthode conduit Aqua à être aujourd'hui encore l'un des plus importants annonceurs sur les médias, mais aussi un grand sponsor. Aqua est aussi connue pour posséder son propre parc de panneaux publicitaires.

### Les débuts
PT Aqua Golden Mississippi a été fondée en 1973 en Indonésie. L'idée de produire de l'eau minérale en bouteille est venue à Tirto alors qu'il travaillait pour Pertamina au début des années 1970 À cette période, il accueillait les représentants étrangers, en particulier venant des États-Unis. C'est en étant témoin d'un cas de diarrhée dû à l'eau non traitée utilisée en Indonésie qu'il eut l'idée de préparer de l'eau stérilisée à l'avance pour les visiteurs occidentaux, moins immunisés que les locaux.
Avec des membres de sa famille, il commença à apprendre le processus de potabilisation à Bangkok, en Thaïlande. Il envoya son petit frère, Slamet Utomo faire un stage dans l'entreprise Polaris, qui y produisait de l'eau minérale depuis 16 ans. C'est pour cette raison que durant les premières années, Aqua ressemblait beaucoup à Polaris depuis la forme des bouteilles en verre jusqu'au matériel de production et de distribution d'eau, car rien de cela n'existait en Indonésie. Le supérieur de Tirto, Ibnu Sutowo se disait même à l'époque: Tirto est drôle, on a plein d'inondations ici et il met de l'eau en bouteille! ("Aneh Tirto iki, banyu banjir kok diobokke dalam botol").
Tirto fonda la première usine à Pondok Ungu, dans la ville de Bekasi, sous le nom de PT Golden Mississippi ; elle avait alors une capacité de production de six millions de litres par an. Tirto a longtemps hésité pour le nom à donner à son entreprise, il a finalement choisi  Golden Mississippi pour correspondre au mieux à son cœur de cible, les expatriés, en utilisant une appellation étrangère. 
Cette eau s'est tout d'abord appelée Puritas (pour évoquer l'eau artésienne pure). Eulindra Lim, avec qui Tirto travaillait, a suggéré le nom Aqua, à la fois pour sa signification universellement connue, mais aussi pour sa facilité de prononciation. Les premières bouteilles d'Aqua (en verre) avaient une contenance de 950 ml et étaient vendue 75 Roupies indonésiennes, soit presque deux fois le prix de l'essence, alors vendue 46 roupies par litre.

### Développement et intégration par Danone
En 1982, Tirto choisit de ne plus utiliser d'eau forée en profondeur, pour embouteiller à la place de l'eau de source. Elle est à la fois moins onéreuse et plus riche en minéraux tels que le calcium, le magnésium, le potassium, et le sodium.
Willy Sidharta, commercial et ingénieur de la première machine d'embouteillage d'Aqua, fut le premier à améliorer le système de distribution d'Aqua. Il commença par développer le concept de livraison de seuil à seuil, qui était alors une innovation. Permettant de récupérer les bouteilles consignées, ce système fut encore perfectionné avec l'introduction des bouteilles de 9 puis de 13 litres en plastiques spécialement conçues à cet usage, et à l'acquisition d'une flotte de camions spécialement équipés pour les bouteilles Aqua. En 1985, ces innovations avait fait grimper le chiffre d'affaires à deux billions de roupies.
En 1984, la seconde usine Aqua fut construite à Pandaan en Java oriental afin d'élargir la couverture territoriale. Les premières petites bouteilles en plastiques de 220ml apparurent à cette période. 
Aqua construisit en 1995 la première usine entièrement mécanisée à Mekarsari. Cette nouvelle organisation du travail permettant d'avoir sur la même chaine la production/stérilisation du contenant et l'embouteillage du contenu, afin d'accroitre l'hygiène en réduisant la manutention.
En 1998, en raison de la forte émergence de la concurrence (en particulier Nestlé et Coca-Cola), Lisa Tirto, femme du fondateur, choisit d'ouvrir PT Aqua Golden Mississipi à la participation exclusive du groupe Danone le 4 septembre 1998. Cette quasi-acquisition est voulue par la société car le développement des dernières années n'était pas suffisant pour soutenir l'émergence des marques concurrentes : en effet la consommation d'eau conditionnée a explosé depuis la fin des années 1980 et aujourd'hui le marché représente la quasi-totalité de la population indonésienne. Au changement de millénaire en 2000, les produits Aqua ont commencé à afficher leur nouvelle étiquette Danone-Aqua.

### Depuis l'acquisition
Les parts de Danone dans l'entreprise mère PT Tirta Investama sont passées de 40% à 74%, au début des années 2000.
Alors que Jakarta est fortement touchée par des inondations en 2001, Aqua a fourni de l'eau à la population pour prévenir toute aggravation de la catastrophe. Elle a été récompensée du Best Brand Award. En 2005, Danone fait encore partie des premières entreprises à secourir les victimes du Tsunami.

## Pollution plastique en Indonésie

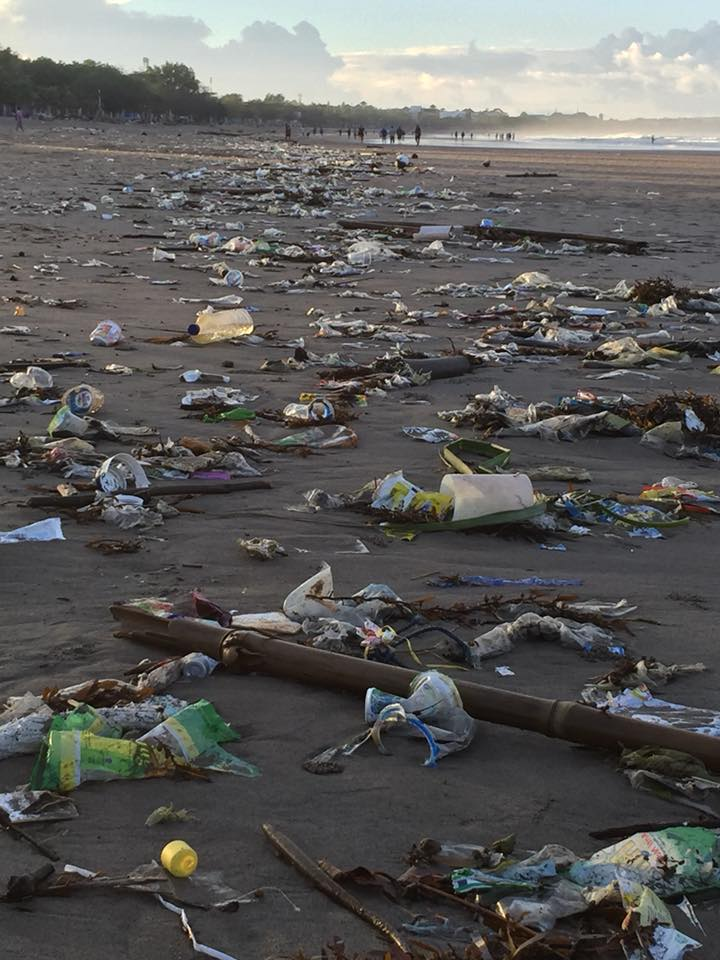
Plage de Bali polluée au plastique en 2018.

Au niveau mondial, l'Indonésie est le deuxième plus gros contributeur à la pollution plastique des océans après la Chine, soit entre 0,48 et 1,29 tonnes de débris par an. Or, selon les rapports 2020, 2021 et 2022, de l'ONG Sungai Watch, à travers sa filiale indonésienne d'eau en bouteille Aqua, Danone est la plus grosse source de pollution des eaux fluviales et maritimes sur l'île de Bali et ses côtes. Cette analyse est partagée par l'ONG Break Free From Plastic les trois mêmes années pour l'ensemble du pays, ainsi qu'à Bogor, au sud de Jakarta, par le journal de la ville en 2022,.
40 % des Indonésiens vivants en ville n'ayant pas accès à un service de retraitement des déchets, les bouteilles plastiques s'entassent dans des décharges sauvages pour se déverser par la suite dans les eaux fluviales puis les mangroves, les plages et les eaux maritimes. Est notamment pointé du doigt pour son abondance parmi les déchets, le format Aqua cup, un gobelet en plastique operculé à usage unique de la contenance de 240 ml. En effet, la difficulté à découper les restes de son opercule non recyclable est la cause de son très faible taux de collecte par les ramasseurs informels de déchets à recycler. En réponse à cette pollution, le gouvernement indonésien affiche sa volonté de la réduire de 70 % entre 2017 et 2025 et demande en 2019 aux industriels de limiter la contenance minimum des bouteilles plastiques à 1 litre.
Dans ses communications, Danone ne réfute pas ce constat et affirme travailler sur des grands formats. La présidente de Danone Indonésie jusqu'en 2022, Corine Tap, s'était même engagée en février 2021 à la fin du format Aqua cup sur l'île de Bali. Cependant, en 2023, les formats de moins de 1 litre y sont toujours vendus et un nouveau format de 220 ml muni d'un bouchon a vu le jour, Danone se dédouanant de sa responsabilité en arguant de la popularité et de la praticité du format Aqua cup ainsi que de l'utilisation de formats similaires par ses concurrents. L'entreprise affirme également dans son plan de vigilance 2021 miser sur l'investissement dans la collecte et le recyclage des déchets plastiques ainsi que sur la recherche et le développement d'emballages recyclés et recyclables. Cependant, malgré ses profits, ses promesses affichées depuis 2009 n'ont jamais été respectées,. 
En 2023, Danone est assigné en justice par trois ONG, Surfrider Foundation Europe, ClientEarth et Zero Waste, qui estiment que son plan de vigilance ne prend pas assez en compte « les risques liés à l’utilisation du plastique » et veulent contraindre la multinationale à déplastifier ses activités.

### Vidéographie
- [vidéo] « Danone : Le fléau des mini bouteilles » sur ARTE, 2022, 17 min, France ; Annexes portant sur la méthode d'investigation publiées le 27 octobre 2023